# Potamotrygon signata
Potamotrygon signata är en rockeart som beskrevs av Garman 1913. Potamotrygon signata ingår i släktet Potamotrygon och familjen Potamotrygonidae. IUCN kategoriserar arten globalt som otillräckligt studerad. Inga underarter finns listade i Catalogue of Life.